# Svenska Isseglarförbundet
Svenska Isseglarförbundet är ett specialidrottsförbund för issegling, bildat 1906 och invalt i Riksidrottsförbundet 1906. Förbundets kansli ligger i Gustavsberg.